# Равно боре
Хижа „Равно боре“ се намира в местността Равно боре, рида Алабак, Западни Родопи, на 931 m н.в. Представлява масивна, каменна, двуетажна постройка. Разполага с 60 места. Хижата е водоснабдена и електрифицирана, разполага с туристическа кухня и столова. През зимата се отоплява с печки на твърдо гориво. Работи целогодишно, като за туристи с повече багаж и деца е възможно да се осигури транспорт от Варварски бани (спирка „Марко Николов“) до хижата. Хижата се стопанисва от туристическо дружество „Равно боре“ – Варвара.
Хижата е изходен пункт за връх Милеви скали (1593,5 m), неработещите хижа „Милеви скали“ и хижа „Кладова“. Пътеката от Варвара е с червена маркировка и табели. Тя започва от железопътната гара на теснопътната линия Септември-Добринище. Минава през защитена местност „Марина“ и намиращата се в близост ранносредновековна църква „Св. Марина“, покрай средновековната крепост „Градището“ („Дуварето“), като се открива гледка на юг към пролома на Чепинска река, и продължава през защитена местност „Коритата“.
От Варварски бани или от спирка „Марко Николов“, на теснопътната железопътна линия Септември-Добринище, е възможно да се достигне до хижата и с високопроходим автомобил, като пътят е маркиран с червена маркировка и табели. С високопроходим автомобил и пеша може да се достигне до хижата и от Симеоновец.

## Съседни обекти
| Изходни точки                                                                                            | Изходни точки |
| --- | ------------- |
| Варвара                                                                                                  | 2,30 ч.       |
| Варварски минерални бани сп. „Марко Николов“                                                             | 1,30 ч.       |
| Хижи |               |
| Милеви скали (бар, бунгала Здравец (работещи, в непосредствена близост до бившата хижа) тлф. 0895604468) | 2,30 ч.       |
| Кладова                                                                                                  | 7,00 ч.       |
| Върхове                                                                                                  |               |
| Милеви скали                                                                                             | 2,00 ч.       |